# 1843년 분열

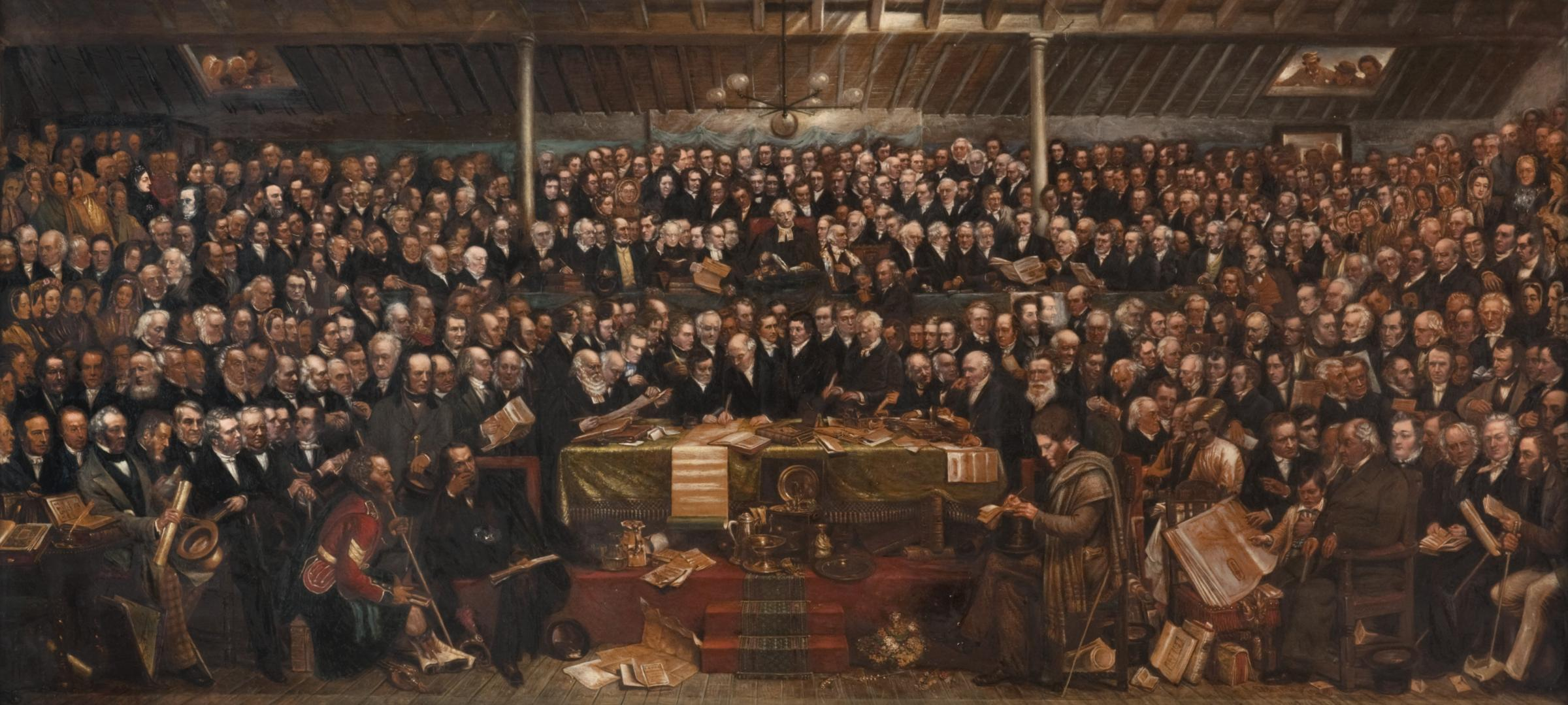
데이비드 옥타비우스에서 스코트랜드 교회의 분열

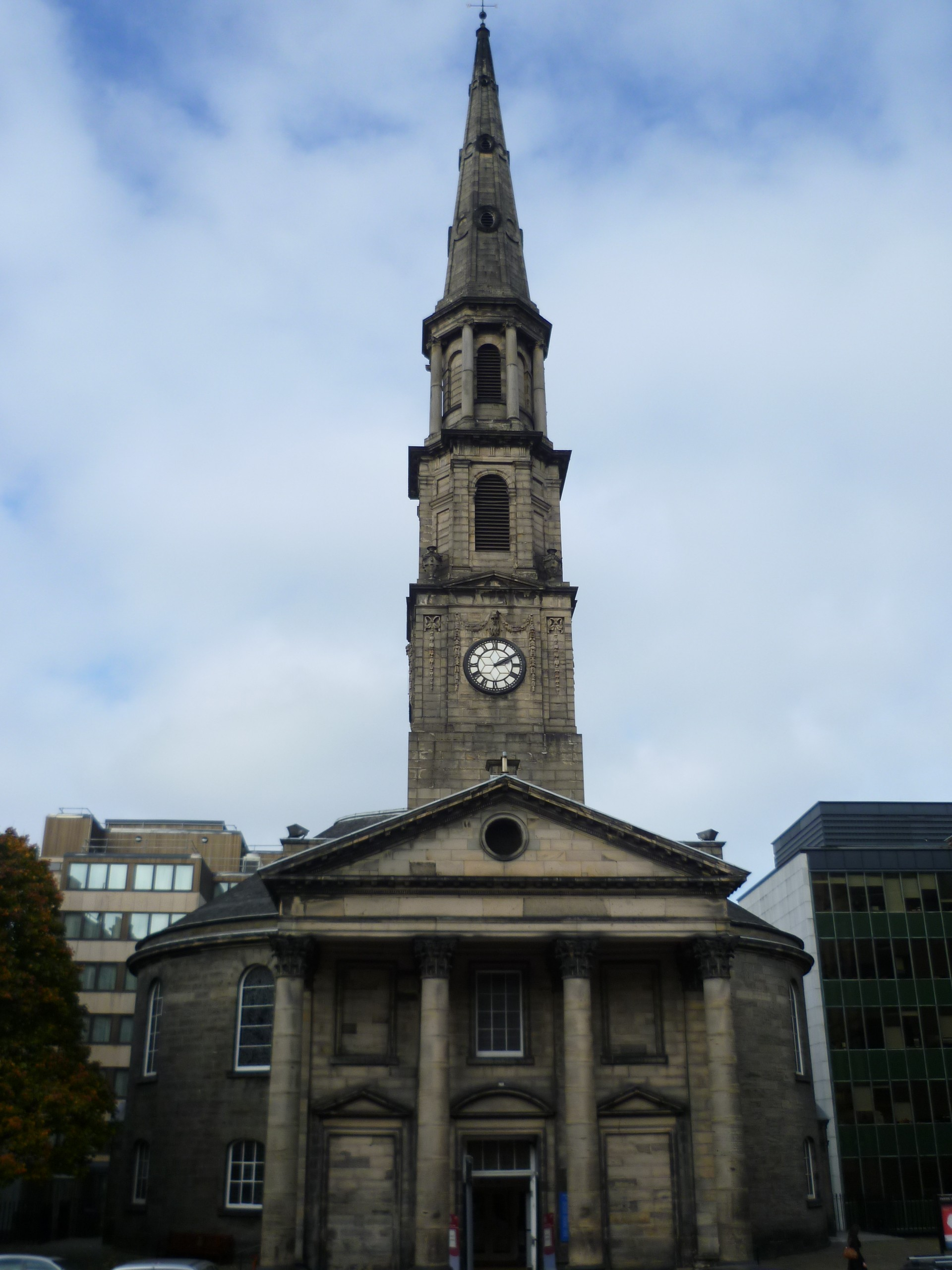
세인트 앤드류 교회, 에든버러, 혼란의 현장

1843의 분열(Disruption of 1843) 은 스코트랜드 국가교회의 분열을 말한다. 450개의 복음주의 교회의 목사들이 교회와 국가의 관계에 대한 문제로 스코틀랜드 자유교회를 세웠다. 국가교회 안에서 쓰라린 충돌의 끝난후에는, 교회 안에서 뿐만 아니라 스코틀랜드 시민 생활에도 큰 영향을 미쳤다.

## 같이 보기
- 영국의 종교
- 스코틀랜드의 역사

## 추가 자료
- Cameron, N. et al. (eds.) Dictionary of Scottish Church History and Theology, Edinburgh: T&amp;T Clark, 1993.
- Burleigh, J. H. S. A Church History of Scotland Edinburgh: Hope Trust 1988.
- Brown, Thomas — Annals of the Disruption: with extracts from the narratives of ministers who left the Scottish establishment in 1843, Edinburgh: Macniven & Wallace, 1890.
- Jenkins, Robin, The Awakening of George Darroch, 1985 (novel).